# Lehrmittelverlag Zürich
Der Lehrmittelverlag Zürich (bis 2010 Lehrmittelverlag des Kantons Zürich) ist der älteste Staatsverlag der Schweiz. Er wurde 1851 gegründet und hat sich vom anfänglich rein kantonalen Verlag zum grössten Herausgeber von Lehrmitteln in der Schweiz entwickelt.
Der Lehrmittelverlag Zürich ist heute als weitgehend selbstständiger Betrieb der Bildungsdirektion des Kantons Zürich unterstellt. Der Lehrmittelverlag produziert, erwirbt und vertreibt Lehrmittel sowie Unterrichtshilfen für Schulen und Institutionen aller Bildungsstufen und unterstützt dadurch die Entwicklung neuer Unterrichts- und Schulmodelle.
Er ist Mitglied der European Educational Publishers Group (EEPG) und des Weltlehrmittelverbandes Worlddidac. Der Lehrmittelverlag Zürich gilt als eine Institution im Zürcher Bildungswesen. Er bemüht sich, besonders eng mit den Lehrpersonen, d. h. mit der Basis zusammenzuarbeiten und sieht darin seinen wichtigsten Erfolgsfaktor.

## Geschichte
Zwischen dem liberalen Ustertag 1830, der aufsehenerregenden Schulreform durch Ignaz Thomas Scherr ab 1832 und dem reaktionären Züriputsch 1839 war beim Stadlerhandel 1833/34 gegen liberale, aber durch das Unterrichtsgesetz obligatorische Lehrmittel sowie gegen Lehrmethoden protestiert worden. Ab 1845 waren die Reformen wiederaufgenommen worden, unter mehr Mitsprache der Lehrpersonen ab 1846. 1848 wurde ein Lehrmittelplan aufgestellt. Verschiedentlich wurde über die hohen Kosten von nicht immer befriedigenden Lehrmitteln geklagt, die die Gemeinden zu tragen hatten. Die Schulsynode von 1850 forderte deshalb in einer Petition die Schaffung eines staatlichen Verlags. Dessen Gründung wurde am 26. Februar 1851 unter Erziehungsdirektor Alfred Escher beschlossen.
Der erste Verlagsleiter, David Wissmann, führte den Verlag noch im Nebenamt. Der Verlag residierte im Obmannamt am Hirschengraben 15 in Zürich. Im Jahr 1899 zügelte der Verlag ins gegenüber dem Kunsthaus liegende Haus Turnegg an der Kantonsschulstrasse 1, während die Zuständigkeit im Regierungsrat von Johann Emanuel Grob zu Albert Locher wechselte. Im 1930 wechselte der Verlag für sieben Jahre in den Walcheturm, danach ins Walchetor. Im Jahr 1960 wechselte der Verlag auf die andere Seite der Limmat nach Wiedikon an die Grubenstrasse 40 und von dort im Jahr 1972 an den heutigen Standort an der Räffelstrasse 32, ebenfalls in Wiedikon.